# Arnold Kramish
Arnold Kramish (né le 6 juin 1923 à Denver et mort le 15 juin 2010 au George Washington University Hospital d'une hydroencéphalite) est un physicien et biographe américain qui a participé au Projet Manhattan. Ayant survécu à un accident lors de la mise au point d'un séparateur d'isotopes sur les chantiers navals de Philadelphie, il a écrit de nombreux livres sur les dangers de l'énergie nucléaire ; mais son essai le plus connu est sans doute la biographie qu'il a consacrée au résistant anti-nazi Paul Rosbaud, dit « le Griffon ».

## Le projet Manhattan
Kramish a fréquenté l'Université de Denver jusqu'en 1945, puis a étudié la physique à l'Université Harvard, où il a soutenu sa maîtrise en 1947.
Encore étudiant, Kramish avait été affecté comme stagiaire d'un département du laboratoire national d'Oak Ridge impliqué dans des essais de Los Alamos (Nouveau-Mexique) et des chantiers navals de Philadelphie portant notamment sur un prototype de séparateur isotopique. Lors d'un essai à Philadelphie, le 2 septembre 1944, Kramish a été grièvement blessé, avec deux soldats, par des projections d'acide fluorhydrique et d'hexafluorure d'uranium  lors de l'explosion d'une enceinte d'enrichissement de l'uranium, que deux ingénieurs (tués sur le coup) tentaient d'ouvrir. Faisant fi de la censure officielle dans un pays en guerre, Kramish, miraculeusement survivant, milita auprès du gouvernement pour qu'un hommage soit rendu aux victimes de l'accident.

## Conseiller scientifique et essayiste
Après la guerre, Kramish travailla pour la Commission de l'énergie atomique comme agent de liaison auprès de la CIA, chargé (selon le physicien Samuel Cohen) des estimations sur les progrès du nucléaire en Union Soviétique. Il a également travaillé avec Edward Teller à la conception de la bombe à hydrogène. Il assista à l’interrogatoire de David Greenglass, l’un des espions de l’Union Soviétique avec Julius et Ethel Rosenberg. La RAND Corporation lui offrit ensuite de poursuivre ses recherches sur le nucléaire soviétique.
Dans les années 1970, Kramish exerçait les fonctions de conseiller scientifique pour l'antenne parisienne du Département d’Etat américain, et il y noua des relations avec d'anciens résistants, en particulier Henri Piatier. Au début des années 1980, il présidait la commission de l’administration Reagan chargée de l’Initiative de défense stratégique, ou parapluie nucléaire américain. Simultanément, il exerçait les charges de conseiller à l’UNESCO et à l’OCDE, chargé des questions de désarmement et de sécurité nucléaire.
Mais Kramish s’est également fait connaître comme historien de l'histoire secrète du nucléaire, avec sa biographie « Le Griffon », consacrée à un agent autrichien informant les services secrets britanniques du programme nucléaire de l’Allemagne nazie. Dans sa recension de l’ouvrage, le Washington Post déclara: « Il y a quelque ironie, pour un auteur aussi versé dans les questions de renseignement, à faire du Griffon un personnage aussi brumeux. » Robert Norris, expert du Natural Resources Defense Council, regrette pour sa part que Kramish, bien qu’interrogé souvent sur le projet Manhattan et la Course aux armements nucléaires, n’ait « pas été plus enthousiaste et généreux à révéler tout ce qu'il savait. »